# Valdehornillos
Valdehornillos est une localité espagnole située en Estrémadure dans la province de Badajoz.